# Ilse Esdorn
Ilse Esdorn (* 8. Januar 1897 in Braunschweig; † 5. September 1985 ebenda) war eine deutsche Agrikultur-Botanikerin.

## Leben
Ilse Esdorn studierte Pharmazie in Rostock und legte 1922 in Braunschweig das pharmazeutische Staatsexamen ab. Anschließend arbeitete sie fünf Jahre lang als Assistentin bei Gustav Gassner am Botanischen Institut der Technischen Hochschule Braunschweig. 1924 promovierte sie an der Universität Kiel mit einer Dissertation über die Einwirkung von Röntgenstrahlen auf Pflanzen. 1927 kam sie nach Hamburg an das zur Universität gehörende Staatsinstitut für Angewandte Botanik. Hier habilitierte sie sich 1930 mit einer Arbeit über die Hartschaligkeit der Lupine, wodurch sie die erste habilitierte Pharmazeutin Deutschlands wurde. 1932 erhielt sie einen Lehrauftrag für Pharmakognosie an der Universität Hamburg. In den folgenden Jahren beschäftigte sie sich vorwiegend mit Arznei- und Heilpflanzenforschung. Einer ihrer wissenschaftlichen Kooperationspartner war der Chemiker Wilhelm Schuler.
1940 wurde Ilse Esdorn Abteilungsleiterin am Reichsinstitut für ausländische und koloniale Forst- und Holzwirtschaft in Reinbek bei Hamburg. 1941 erfolgte ihre Ernennung zur außerplanmäßigen Professorin. 1950 kehrte sie nach Hamburg an das Institut für Angewandte Botanik zurück. Bis zu ihrem Ausscheiden aus dem aktiven Hochschuldienst widmete sie sich besonders den Heil- und Nutzpflanzen im tropischen Afrika. Sie unternahm zahlreiche Forschungsreisen und besuchte botanische Gärten im In- und Ausland. Ihre bedeutendste Veröffentlichung ist das 1961 erstmals erschienene Buch Die Nutzpflanzen der Tropen und Subtropen in der Weltwirtschaft.

## Schriften
- Untersuchungen über die Hartschaligkeit der gelben Lupine. In: Wissenschaftliches Archiv für Landwirtschaft Abt. A, Archiv für Pflanzenbau Bd. 4, 1930, S. 497–549.
- Die Nutzpflanzen der Tropen und Subtropen in der Weltwirtschaft. Gustav Fischer Verlag Stuttgart 1961; 2. verb. u. erw. Aufl. unter Mitarbeit von Helmut Pirson ebd. 1973.